# NGC 420
NGC 420 је лентикуларна галаксија у сазвежђу Рибе која се налази на NGC листи објеката дубоког неба.
Деклинација објекта је + 32° 7' 23" а ректасцензија 1h 12m 9,6s. Привидна величина (магнитуда) објекта NGC 420 износи 12,2 а фотографска магнитуда 13,2. NGC 420 је још познат и под ознакама UGC 752, MCG 5-3-83, CGCG 501-127, CGCG 502-3, PGC 4320.